# Les Ollières-sur-Eyrieux
 Les Ollières-sur-Eyrieux  es una población y comuna francesa, ubicada en la región de Ródano-Alpes, departamento de Ardèche, en el distrito de Privas y cantón de Privas.

## Demografía
| 1015 | 960 | 788 | 793 | 769 | 797 |
| Para los censos de 1962 a 1999 la población legal corresponde a la población sin duplicidades (Fuente: INSEE [Consultar]) |     |     |     |     |     |